# Таджикистан на летних Олимпийских играх 2008
Таджикистан принимал участие в Летних Олимпийских играх 2008 года в Пекине (Китай) в четвёртый раз за свою историю, и завоевал одну бронзовую и одну серебряную медали. Это первые олимпийские медали сборной Таджикистана.
Сборную страны представлял 15 спортсменов, в том числе 3 женщины.

## Медалисты
| Медаль  | Спортсмен        | Вид спорта | Дисциплина                        |
| ------- | ---------------- | ---------- | --------------------------------- |
| Серебро | Юсуп Абдусаломов | Борьба     | Мужчины, вольная борьба, до 84 кг |
| Бронза  | Расул Бокиев     | Дзюдо      | Мужчины, до 73 кг                 |